# Calanthe uncata
Calanthe uncata är en orkidéart som beskrevs av John Lindley. Calanthe uncata ingår i släktet Calanthe och familjen orkidéer.
Artens utbredningsområde är Darjiling. Inga underarter finns listade i Catalogue of Life.